# Rziza
La rziza, ou rezzat el qadi (littéralement « turban du juge ») est une spécialité marocaine des régions de Rabat-Salé-Kénitra et Casablanca-Settat.

## Rziza
La rziza est préparée sur la base d'une pâte à crêpe feuilletée, faite de farine, d'eau et de sel. Façonnée en fil très fin enroulé autour de la main, la rziza est ensuite aplatie et cuite à la poêle dans un mélange de beurre et d’huile.
Ces crêpes sont servies au petit déjeuner ou au goûter avec du thé à la menthe.
Elles sont également servies sous forme de rfissa, arrosées d’une sauce à la volaille ou à la viande.